# Lucas Schmid
Lucas Markus Schmid (* 1956 in Madrid) ist ein Schweizer Jazzmusiker (Bassposaune, Tenorposaune, Tuba, Komposition), der auch als Produzent/Manager der WDR Big Band hervorgetreten ist.

## Leben
Schmid, der in Madrid aufwuchs, hat sich als Jugendlicher das Posaunenspiel autodidaktisch beigebracht. Er studierte am Robert-Schumann-Konservatorium in Düsseldorf Toningenieurswesen und Posaune. 1980 begann er außerdem an der Hochschule für Musik und Tanz Köln ein Jazzstudium. 1983 kehrte er nach einiger Zeit in Spanien zurück nach Deutschland, wo er als freier Jazz-Musiker tätig war. In dieser Zeit arbeitete er für die Big Bands von WDR, NDR und DRS Zürich, komponierte und gründete ein eigenes Schallplattenlabel.
1993 wurde er als Posaunist Mitglied der NDR Bigband, wo er auch Produktionen in Eigenregie verwirklichte. Der WDR Big Band gehörte er seit Juni 1998 an. 2002 folgte er Wolfgang Hirschmann als Manager der WDR Big Band. In dieser Position war er bis 2017 verantwortlich für das Programm der WDR Big Band sowie für Produktionen, Mitarbeiter und Finanzen. 
Als Komponist schrieb er die Suite A Jazz Reformation, die er mit der NDR Bigband 2008 einspielte. Diese Suite wurde zudem 2012 von der hr-Bigband unter Leitung des Komponisten aufgeführt, aber auch 2017 mit dem Stuttgarter large.ensemble. Als Interpret ist er auch auf Alben der Nighthawks und Michael Villmows Köln Big Band zu hören.